# Pedro Zaballa
Pedro Zaballa Barquín (Castro Urdiales, 29 de julho de 1938 - 4 de junho de 1997) foi um futebolista espanhol, atuava como atacante.

## Carreira
Pedro Zaballa Barquín fez parte do elenco da Seleção Espanhola de Futebol da Euro 1964, campeã do torneio.